# Chalcosyrphus nemorum
Chalcosyrphus nemorum es una especie de mosca sírfida. Se distribuyen por el Holártico en Eurasia y Norteamérica. Las larvas se encuentran en madera en descomposición, bajo el agua. Pasan el invierno en estadio larvario. Los adultos emergen en la primavera.